# Palpoxena nasika
Palpoxena nasika és una espècie d'insecte coleòpter de la família Chrysomelidae. Va ser descrit científicament per primera vegada en 1936 per Maulik.